# Angels in America
Angels in America är en amerikansk miniserie som sändes på HBO den 7–14 december 2003. Serien är producerad, skriven och regisserad av Mike Nichols. Den baserar sig på den pulitzerprisbelönad teaterpjäsen med samma titel, skriven av Tony Kushner.
Originalpjäsen är uppdelad i två delar, "Millennium" (engelska: Millennium Approaches) och "Perestrojka" (engelska: Perestroika), som hade premiär i maj 1991 respektive i november 1992. TV-serien har dock visats i olika format: två tretimmarsavsnitt, liknande originalet, eller sex entimmesavsnitt. De tre första entimmesavsnitten ("Bad News", "In Vitro" och "The Messenger") hade världspremiär den 7 december 2003. De tre sista ("Stop Moving!", "Beyond Nelly" och "Heaven, I'm in Heaven") hade premiär en veckan senare, den 14 december. I Sverige hade serien premiär på SVT1 i februari–mars 2004.
Angels in America vann 2004 fem Golden Globes och elva Emmy-priser.

## Handling
Serien utspelar sig i mitten av 1980-talet när HIV-viruset börjat sprida sig, och handlar om en grupp människor som binds samman på olika vis. Framför allt kretsar handlingen kring två hiv-positiva personer: Den homosexuelle mannen Prior Walter (spelad av Justin Kirk) och den kände homofobe högerpolitikern och juristen Roy Cohn (Al Pacino). Emma Thompson, Meryl Streep och Jeffrey Wright spelar tre respektive fyra och fem olika roller i serien.

## Medverkande i urval
- Al Pacino – Roy Cohn
- Meryl Streep – Hannah Pitt / Ethel Rosenberg / The Rabbi / The Angel Australia
- Patrick Wilson – Joe Pitt
- Mary-Louise Parker – Harper Pitt
- Emma Thompson – Nurse Emily / Hemlös kvinna / The Angel America
- Justin Kirk – Prior Walter / Läderkille i park
- Jeffrey Wright – Mr. Lies / Norman "Belize" Ariaga / Hemlös man / The Angel Europa / The Antarctic Eskimo
- Ben Shenkman – Louis Ironson / The Angel Oceania
- James Cromwell – Henry, Roys doktor